# Hélène Fourment au carrosse
Hélène Fourment au carrosse est un tableau peint par Pierre Paul Rubens vers 1639. Il s'agit de l'un des portraits, en pied, que fit l'artiste de sa seconde femme, Hélène Fourment, alors âgée de vingt-cinq ans. Frans, le fils de six ans que le peintre a eu avec elle, fait partie de la composition.

## Description
Le tableau montre Hélène Fourment sortant du palais que Rubens s'est fait ériger à Anvers en s'inspirant de l'architecture classique italienne qu'il lui a été donné de voir au cours de voyages. Elle est vêtue d'un riche habit de satin noir selon la mode espagnole d'alors. L'enfant est habillé d'un costume rouge à col plat.
Au premier plan les personnages sont statiques ; au fond le carrosse s'approche à vive allure.

## Historique
L'œuvre est conservée au Louvre depuis son acquisition par dation en 1977 par l'État français.

### Filmographie
- Alain Jaubert, Portraits d'Hélène Fourment de Rubens, émission Palettes, 1995, 30 min, diffusé sur Arte le 7 mars 1996.